# Operational services
Die operational services GmbH & Co. KG (OS) ist eine Tochtergesellschaft der T-Systems International GmbH. Das Unternehmen ist ein deutscher ICT Service Provider.

## Geschichte
Nachdem 2004 gedas deutschland den Teilnahmewettbewerb der Fraport AG zum Betrieb des Rechenzentrums, der Netzwerke und des Helpdesks gewonnen hatte, nahm das Joint Venture mit Vertragsunterzeichnung zwischen Fraport und gedas deutschland am 1. Juli 2005 den operativen Betrieb als gedas operational services GmbH & Co. KG (gedas os) auf. Am 1. Januar 2006 ging die gedas Business Unit „operational services“ mit 240 Mitarbeitern in die gedas os über, bevor die T-Systems am 1. April 2006 die Anteile an der gedas AG einschließlich 50 % Beteiligung der gedas deutschland GmbH an der gedas operational services von der Volkswagen AG übernahm. Nachdem gedas deutschland mit der T-Systems verschmolz, erfolgte am 1. Juli 2007 ein Gesellschafterwechsel für operational services, die dann am 30. Mai 2008 in operational services GmbH & Co. KG umfirmierte. Seit dem 1. Januar 2024 ist die Fraport AG als Gesellschafter ausgeschieden. Alleiniger Gesellschafter ist nun die T-Systems International GmbH, was dem HRA 42500 zu entnehmen ist.